# Trephionus
Trephionus is een geslacht van kevers uit de familie van de loopkevers (Carabidae). De wetenschappelijke naam van het geslacht is voor het eerst geldig gepubliceerd in 1883 door Bates.

## Soorten
Het geslacht Trephionus omvat de volgende soorten:
- Trephionus babai Habu, 1978
- Trephionus chujoi Habu, 1961
- Trephionus igai Ueno, 1955
- Trephionus karosai Ueno, 1955
- Trephionus kinoshitai Habu, 1954
- Trephionus kyushuensis Habu, 1978
- Trephionus microphthalmus Ueno, 1955
- Trephionus mikii Habu, 1966
- Trephionus nikkoensis Bates, 1883
- Trephionus obscurus Ueno, 1955
- Trephionus shibataianus Habu, 1978
- Trephionus sordidatus (Habu, 1954)
- Trephionus subcavicola Ueno, 1955
- Trephionus takakurai (Habu, 1954)